# Division I i bandy för damer 1989/1990
Division I i bandy för damer 1989/1990 var Sveriges högsta division i bandy för damer säsongen 1989/1990. Säsongen avslutades med att södergruppsvinnaren AIK blev svenska mästarinnor efter seger med 3-1 mot södergruppstvåan IF Boltic i finalmatchen på Rocklunda IP i Västerås den 17 mars 1990.

## Upplägg
Lagen var indelade i två geografiskt indelade grupper, där de två bästa lagen i varje grupp gick vidare till slutspel om svenska mästerskapet. Gruppfemmorna gick till kvalspel, vilket båda dessa denna säsong klarade, medan gruppsexorna flyttades direkt ner till Division II. 

## Förlopp
Skytteligan vanns av Eva Wallin, Uppsala BoIS med 25 fullträffar..

## Seriespelet

### Division I norra
| Nr | Lag            | S  | V | O | F  | +/-      | P  |
| -- | -------------- | -- | - | - | -- | -------- | -- |
| 1  | Sandvikens AIK | 10 | 9 | 0 | 1  | 61 - 18  | 17 |
| 2  | Västanfors IF  | 10 | 7 | 2 | 1  | 78 - 25  | 16 |
| 3  | Uppsala BoIS   | 10 | 5 | 2 | 3  | 52 - 31  | 12 |
| 4  | Härnösands AIK | 10 | 3 | 2 | 5  | 50 - 46  | 8  |
| 5  | BK Ume-Trixa   | 10 | 2 | 2 | 6  | 25 - 38  | 6  |
| 6  | Ljusdals BK    | 10 | 0 | 0 | 10 | 11 - 119 | 0  |

### Division I södra
| Nr | Lag               | S  | V | O | F | +/-     | P  |
| -- | ----------------- | -- | - | - | - | ------- | -- |
| 1  | AIK               | 10 | 8 | 2 | 0 | 53 - 18 | 18 |
| 2  | IF Boltic         | 10 | 8 | 1 | 1 | 74 - 17 | 17 |
| 3  | IK Göta           | 10 | 5 | 2 | 3 | 42 - 21 | 12 |
| 4  | Kareby IS         | 10 | 3 | 1 | 6 | 29 - 37 | 7  |
| 5  | Västerstrands AIK | 10 | 2 | 0 | 8 | 18 - 59 | 4  |
| 6  | Nässjö IF         | 10 | 1 | 0 | 9 | 15 - 79 | 2  |

## Slutspel om svenska mästerskapet

### Semifinaler
- Västanfors IF-AIK 2-6, 3-3
- IF Boltic-Sandvikens AIK 3-2, 4-3

### Final
- 17 mars 1990: AIK-IF Boltic 3-1 (Rocklunda IP, Västerås)